# Національний парк Лал Суханра

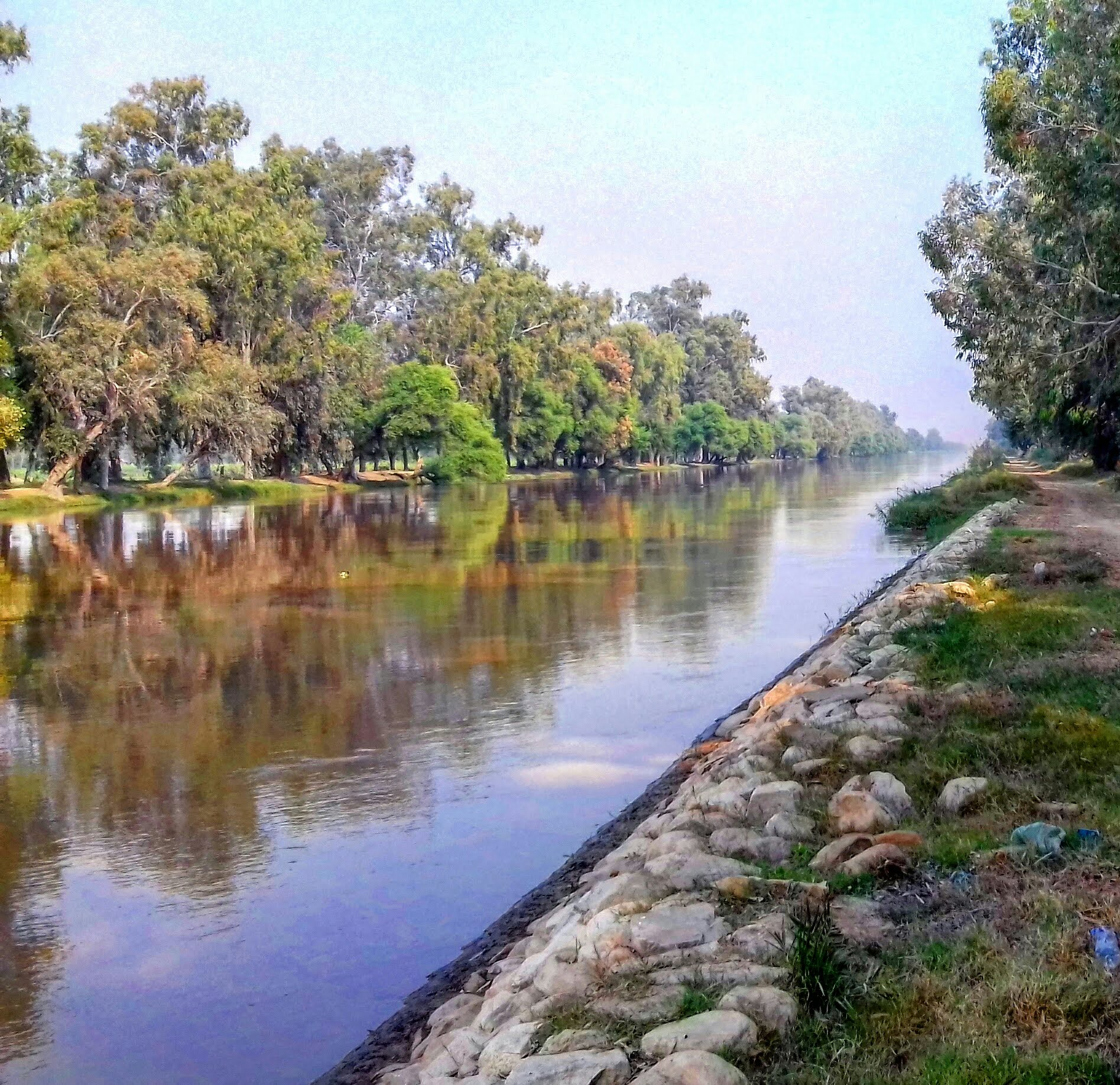
Канал Лал Суханра

Лал Суханра — національний парк у Пакистані, розташований в районі Бахавалпур провінції Пенджаб. Це один із найбільших національних парків Південної Азії та оголошений ЮНЕСКО біосферним заповідником. Лал Соханра вирізняється різноманітністю ландшафту, який становить екосистеми пустелі, лісу та водно-болотних угідь.
Існують археологічні залишки стародавньої цивілізації долини Інду, яка колись процвітала вздовж річки Гхаггар-Хакра (палео річка Сарасваті).

## Географія
Національний парк Лал Суханра розташований приблизно за 35 кілометрів на схід від Бахавалпура та являє собою синтез лісу та пустелі. Він займає землю по обидва боки каналу Desert Branch і поширюється на 127,480 акра (51,589 гектара), із яких 20,974 акра (8,488 гектара) — зелені землі (зрошувані плантації), 101,726 акра (41,167 гектара) — суші (пустелі) і 4,780 акра (1,934 гектара) — заболочені землі (ставки та озера). Рельєф парку, як правило, рівнинний, перемежовується піщаними дюнами висотою від 1 до 6 метрів, які займають тисячі гектарів кожна.
Біосферний заповідник перетинає висохле русло річки Гхаггар-Хакра і включає озеро Патісар і зрошувані землі. Чиновники повідомили, що місцеві дерева, такі як палісандр і акація карру, будуть висаджені на 1212 акрах безплідної землі в заповіднику дикої природи.

## Дика природа
На території парку мешкає багато видів, у тому числі кіт барвистий, кролик, дрохва та олень. Рептилії парку: варан, дабойя Рассела, індійська кобра, ефа, змія-вовк, піщаний удав Джона та шипохвоста ящірка.

## Левове сафарі
Уряд Пенджабу планує перетворити національний парк Лал Соханра на сафарі-парк дикої природи міжнародного стандарту. Однією з найвідоміших визначних пам'яток є левове сафарі, яке дозволяє гостям побачити левів у їхньому природному середовищі існування з близької відстані.